# Cologne on pop
Cologne on pop, c/o pop, är en festival för elektronisk popkultur som sedan 2004 äger rum i Köln. Festivalen ger en inblick i aktuella tendenser inom den elektroniska musiken och dess inflytande på modern popkultur. I festivalprogrammet ingår musik- och kulturarrangemang, Labelpartyn, utställningar, en VJ-festival samt en kongress med föredrag och diskussionsrundor kring ämnet musik och medier. Festivalens mittpunkt är Kölns elektroniska musikscen. Festivalen besöks årligen av cirka 50 000 personer. 